# Encephalartos poggei
Encephalartos poggei es una especie de Cycadopsida del género Encephalartos, de la familia Zamiaceae, del orden Cycadales.

## Distribución
Encephalartos poggei se distribuye por Angola (Lunda Sul), República Democrática del Congo (Kasai-Occidental, Katanga).

## Taxonomía
Fue descrita científicamente por Asch. Fue publicado por primera vez en Asch. In: Verh. Bot. Vereins Prov. Brandenburg 20: 35-36. (1878).